# Яппа, Андрей Павлович
Андре́й Па́влович Я́ппа (2 (14) мая 1885, Санкт-Петербург — 25 января 1952, Ленинград) — российский врач, известный диетолог и гастроэнтеролог.

## Биография

### Происхождение

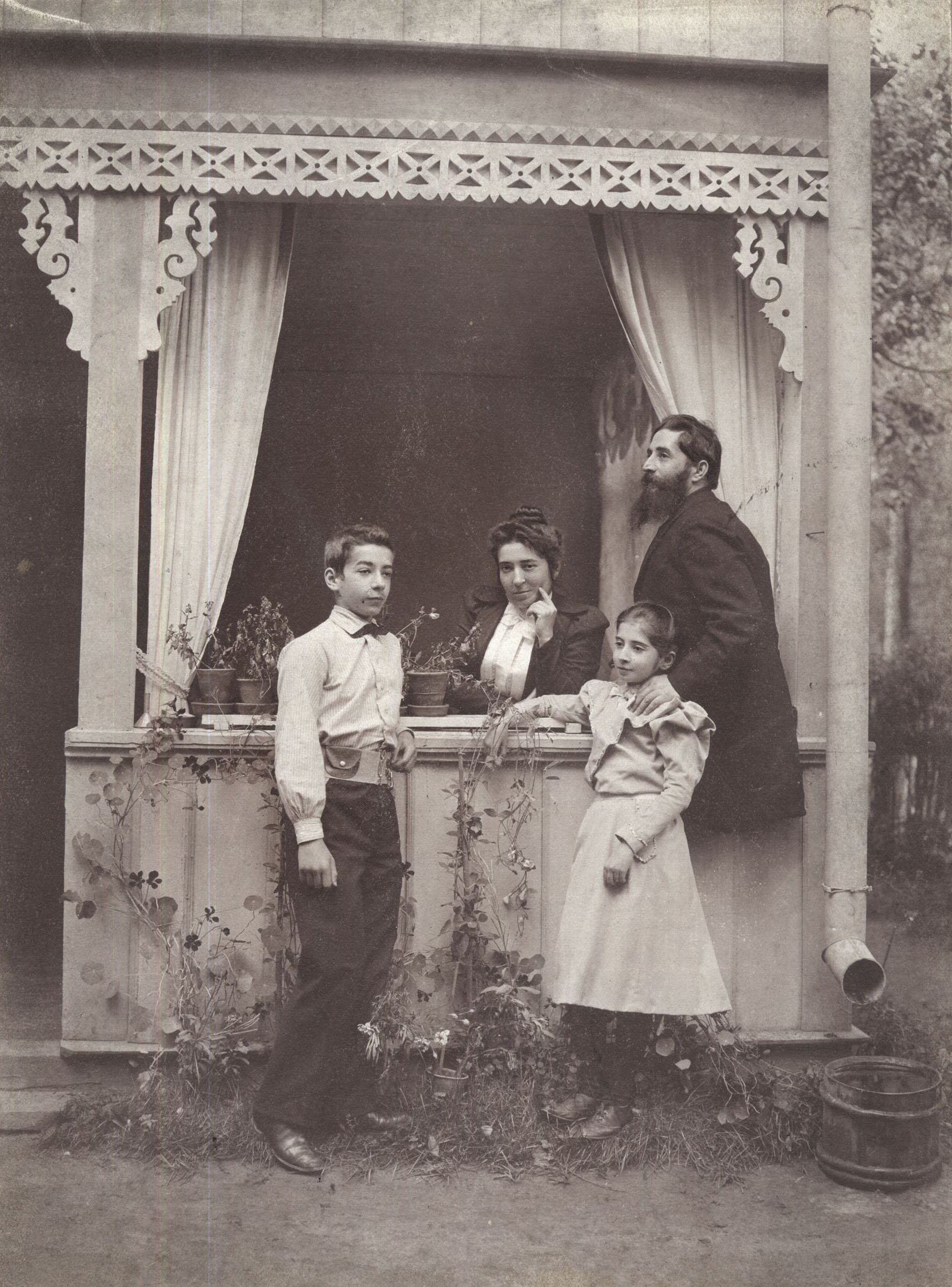
Слева направо: Андрей Яппа, его мать Роза Исаевна, сестра Елена и отец Павел Аронович Яппа (конец 1890-х).

Отец — Павел (Пинхус) Аронович Яппа (1858—1930), был выходцем из еврейской семьи, проживавшей в Ковно (дед, Арон Пейсахович Яппа (Яппо, 1797—1868), состоял в купеческом сословии). В 1870-х годах он поступил в Медико-хирургическую академию в Санкт-Петербурге. Был «обыскан и арестован в ночь на 24 марта 1879 г. <…> в связи с розысками Л. Мирского», но затем продолжил учёбу. В 1883 году П. А. Яппа окончил академию, к тому времени переименованную в Военно-медицинскую, со званием лекаря. Впоследствии он в течение 40 лет работал в Обуховской больнице, получил учёное звание доктора медицины и заслужил чин действительного статского советника, до 1917 года дававший потомственное дворянство.
Мать Андрея Павловича — Роза Исаевна Яппа (урождённая Майзель), умерла в 1915 году, после чего П. А. Яппа снова женился. Вторая жена Павла Ароновича, Екатерина Ивановна, была значительно моложе него и прожила с ним до его смерти.
П. А. Яппа жил с семьёй на Гороховой улице в доходном доме № 55, построенном академиком архитектуры Ланге в неоклассическом стиле. В 1917 году Павел Аронович приобрёл этот дом, но воспользоваться покупкой не успел — грянула Октябрьская революция.

### Образование
Андрей Павлович Яппа поступил на подготовительное отделение Петришуле в 1895 году и закончил полный курс гимназии в 1903 году. В том же 1903 году он поступил на юридический факультет Санкт-Петербургского университета.
Как известно, ход занятий в университете был нарушен событиями Первой русской революции: 7 февраля 1905 года сходка студентов приняла решение прекратить занятия до осени, в сентябре — октябре в университете состоялся ряд митингов студентов и рабочих, и 15 октября 1905 года по распоряжению правительства университет был закрыт до осени следующего года. В апреле 1906 года А. П. Яппа выехал в Швейцарию, где поступил в Цюрихский университет, но уже не на юридический, а на медицинский факультет. Образование он завершил в Берлинском университете, где 13 марта 1911 года защитил диссертацию и получил степень доктора медицины и хирургии.
После защиты диссертации он вернулся в Россию, где на основании докторского диплома Берлинского университета был допущен к экзаменам на звание лекаря в Медицинской испытательной комиссии при Казанском университете, и 15 (28) декабря 1911 года получил соответствующий диплом Казанского университета.

### Работа и достижения
В 1912 году А. П. Яппа был принят на должность врача-ассистента Городской Обуховской Мужской больницы, где работал до 1922 г. Одновременно он работал амбулаторным врачом в Вознесенской лечебнице, впоследствии поликлинике № 27. В 1918 г. он также работал и квартирным врачом.
С 1920 г. до конца жизни, включая и годы блокады (он был среди первых награждённых медалью «За оборону Ленинграда»), А. П. Яппа работал в больнице им. И. Г. Коняшина (Московский пр., 104) — сначала ординатором, затем заведующим отделением и главным диетологом. На основе руководимого им отделения был организован городской центр по лечению желудочно-кишечных кровотечений, что было основной темой его научной работы (помимо диссертации, он опубликовал несколько работ на эту тему в ведомственных сборниках).
По совместительству А. П. Яппа продолжал работать сначала в поликлинике № 27, а с 1931 года — в поликлинике № 22 Московского района Ленинграда. С 1935 по 1941 г. он также заведовал терапевтическим отделением поликлиники № 21 на Смоленской ул., 1. В автобиографии он писал: «За время своей работы в Московском районе, которую я начал в 1918 г., я не отказывался ни от каких назначений и перебросок на любую работу».
В 1927 году А. П. Яппа был избран от больницы имени И. Г. Коняшина депутатом Ленсовета.
А. П. Яппа скончался от сердечной недостаточности в январе 1952 года, не дожив до 67 лет. Похоронен на Волковском кладбище.

## Награды
- Нагрудный знак «Отличник здравоохранения» (1927)
- Медаль «За оборону Ленинграда» (22 декабря 1942 г.)
- Медаль «За доблестный труд в Великой Отечественной войне 1941—1945 гг.» (6 июня 1945 г.)
- Орден Ленина (1951 г.)[9]

## Семья
- Сестра — Елена Павловна Яппа[10] (в замужестве Ландсберг, 16 ноября 1887—1960-е) в 1897 году поступила в Петришуле, где к тому времени уже учился Андрей Павлович, и закончила полный курс женской гимназии в 1904 году[3] Ещё до революции 1917 года Елена Павловна, выйдя замуж за московского адвоката Ландсберга, переехала в Москву. Там она занималась в одной из студий «свободных танцев», появившихся в России после гастролей Айседоры Дункан. В 1920-е годы она познакомилась с Михаилом Булгаковым, который помог ей в трудный жизненный момент («он вытащил меня из полосы чёрного мрака», вспоминала она через много лет[11]). Экземпляр первого издания романа «Белая гвардия» Булгаков подарил ей с надписью: «Милой Лиле Ландсберг на память. Михаил Булгаков. Москва, 1-го февраля 1925 г.»[11]. Вторая жена Булгакова Л. Е. Белозерская неоднократно упоминает её в своих мемуарах[12]. После смерти Булгакова, в 1940-е и 1950-е годы, Елена Павловна продолжала тесно дружить с его последней женой Еленой Сергеевной.
- Вторая жена (в 1925—1938 гг.) — Зинаида Григорьевна Яппа (девичья фамилия Ревкова, 1898—1953), дочь мастера Балтийского завода. Для неё этот брак был также вторым (первым её мужем с осени 1917 по 1918 год был Г. И. Благонравов, в то время комендант Петропавловской крепости).
  - Сын от второго брака — Юрий Андреевич Яппа (1927—1998), физик-теоретик, преподаватель Ленинградского — Санкт-Петербургского государственного университета.
- Третья жена (с 1938 г.) — Лина (Акулина) Александровна (ум. в 1974), в середине 1930-х работница фабрики «Скороход», позже лаборантка рентгеновского кабинета больницы им. И. Г. Коняшина.